# Дом Висконти

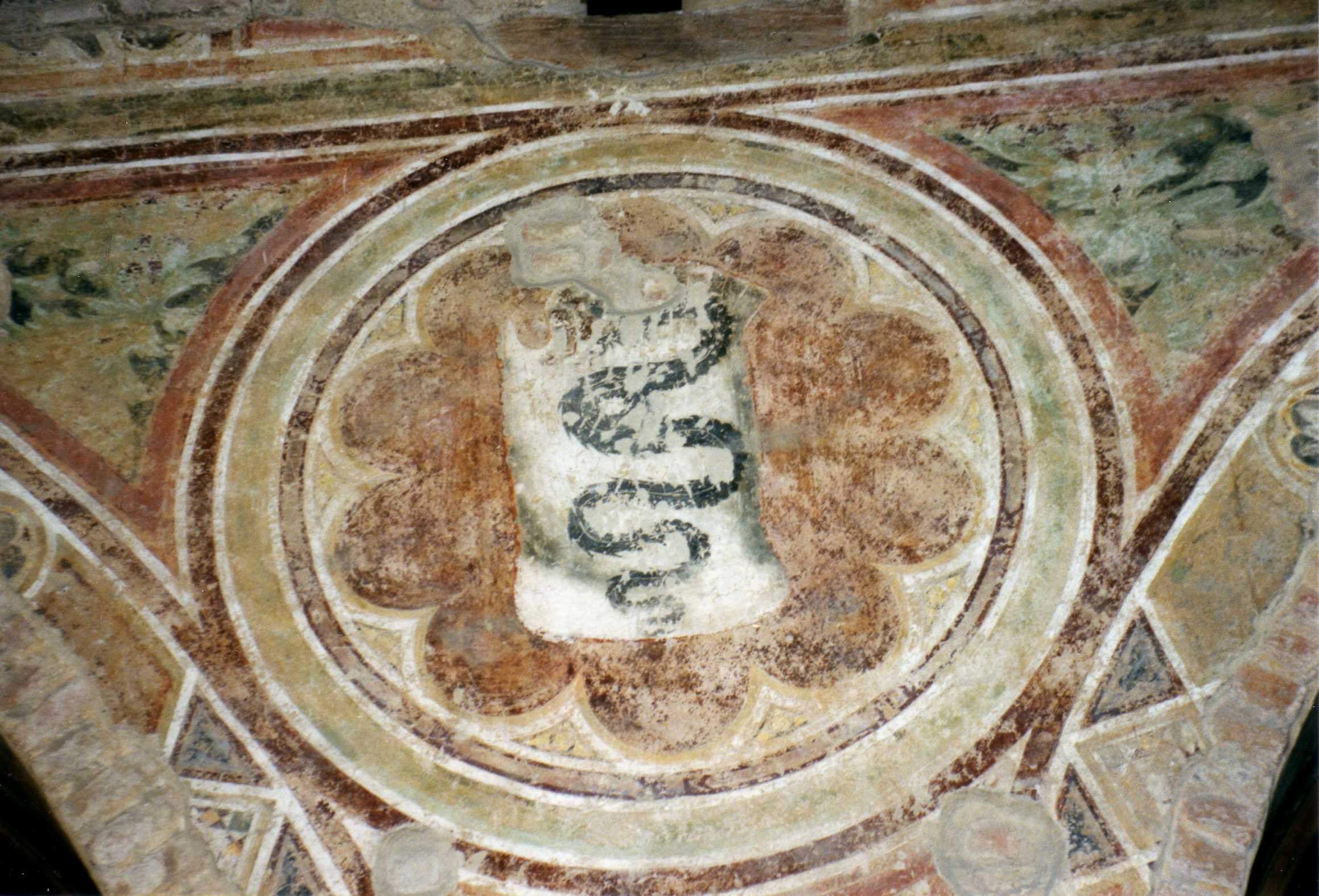
Герб миланских Висконти в замке Виджевано

Герб миланских Висконти

Герб Висконти ди Пиза

Висконти — фамилия, принадлежавшая двум аристократическим родам Италии периода Средневековья:
1. Род, живший в республике Пиза в середине XII века, достигший известности сначала в Пизе, а затем в Сардинии, где его представители стали правителями Галлуры.
2. Династия, правившая в Милане в 1277—1447 годах.

Происхождение фамилии, скорее всего, связано со средневековым титулом виконта (лат. Vicecomites, или Vicecomes — изначально «заместитель графа», вице-граф), который носили её основатели.
Миланский род Висконти является более знаменитым. Изначальная родственная связь между двумя семьями с одной фамилией не обнаружена. В качестве эмблемы сардинский род использовал петуха, а миланцы — змея, из пасти которого рождается младенец.
К числу наиболее знаменитых представителей рода принадлежат папа римский Григорий X и кинорежиссёр Лукино Висконти (из герцогов Модроне, потомков Уберто, брата Маттео I).

## Пизанские Висконти
Первым Висконти, упоминаемым в Пизе, был некий патриций Альберто. Его сын Эльдицио носил титулы патриция и консула в 1184-1185 годах, а внуки — Ламберто и Убальдо I — привели семью к вершинам власти в Пизе и Сардинии. Оба они были патрициями и подеста.

Сардиния в XI—XIV веках

В 1212 году Пиза находилась в полной анархии и различные группировки боролись за власть. В середине января 1213 года Гильермо I Кальярский возглавил коалицию против Висконти, которая в битве у Массы разгромила союзные войска города Лукки и Убальдо Висконти. Затем Пиза была разделена между четырьмя «ректорами», одним из которых стал Висконти. Сардинские Висконти продолжали принимать участие в политической жизни Пизы до конца века, но после битвы при Массы их влияние значительно сократилось.
Правитель Сардинии Эльдицио Висконти был женат на дочери Торкиторио III Кальярского, которая родила ему Ламберто и Убальдо. В 1207 году Ламберто женился на Елене, наследнице Барисоне II Галлурского, обеспечив таким образом власть над северо-восточной частью острова (столица Чивита). В 1215 году он и Убальдо распространили свою гегемонию над Гвидикато Кальяри на юге острова. Благодаря удачному браку сын Ламберто, Убальдо II получил власть на некоторое время и над Логудоро. К середине XIII века благодаря Висконти власть пизанцев над островом была неоспорима, так как они находились в союзе с другими могущественными родами как Пизы (Герардески и Капрайя), так и Сардинии (Лакон и Бас-Серра).

### Висконти — владетели Галлуры
1. Ламберто (1207—1225)
2. Убальдо (1225—1238)
3. Иоанн (1238—1275)
4. Нино (1275—1298). Его жена Беатриче д’Эсте (ум. 15 сентября 1334), вторым браком 24 июня 1300 вышла замуж за Галлеацо I Висконти, государя Милана.,
5. Иоанна (1298—1308). Сводная сестра Аззоне Висконти, сына Галлеацо I Висконти

## Миланские Висконти

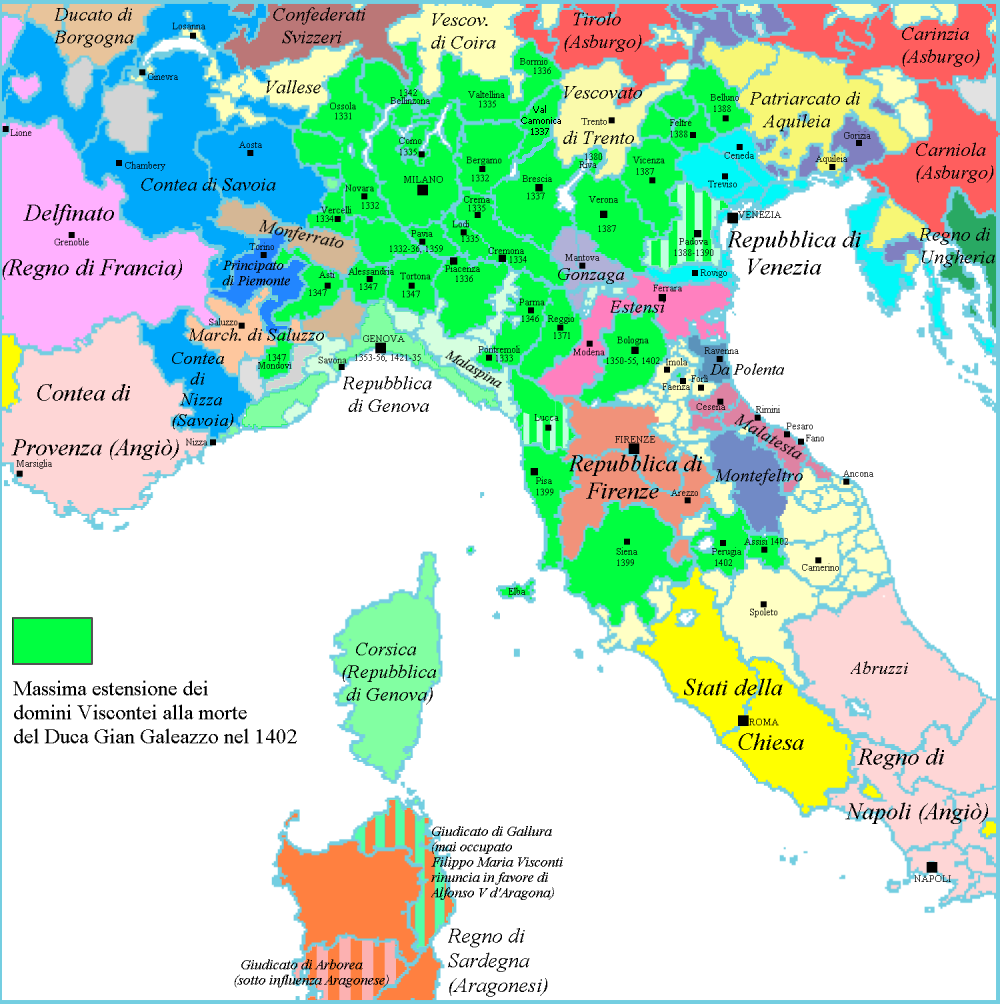
Владения Висконти (зелёным)

Реальным основателем миланского рода был архиепископ Оттоне Висконти, отобравший контроль над городом у семьи Дела Торе в 1277 году.
Династия правила Миланом со времен раннего Ренессанса — сначала как простые государи, затем, с приходом могущественного Джан Галлеаццо Висконти (1351—1402) (который почти смог объединить Северную Италию и Тоскану) — уже в качестве герцогов. 
Владычество рода над городом закончилось со смертью Филиппо Мария Висконти в 1447 году. Милан был унаследован (после короткой республики) мужем его дочери, Франческо Сфорца, основавшим новую, не менее знаменитую, династию — дом Сфорца, которая включила в свой герб эмблему Висконти.

### Висконти — правители Милана
1. Оттоне Висконти, архиепископ Милана (1277—1294)
2. Маттео I Висконти (1294—1302; 1311—1322)
3. Галеаццо I Висконти (1322—1327)
4. Аццоне Висконти (1329—1339)
5. Лукино Висконти (1339—1349)
6. Джованни Висконти (1339—1354)
7. Бернабо Висконти (1354—1385)
8. Галеаццо II Висконти (1354—1378)
9. Маттео II Висконти (1354—1355)
10. Джан Галеаццо Висконти (1378—1402) (первый герцог Милана, сын Галеаццо II)
11. Джованни Мария Висконти (1402—1412)
12. Филиппо Мария Висконти (1412—1447)